# Henry Samary de la Comédie-Française
 (septembre 2014).
Si vous disposez d'ouvrages ou d'articles de référence ou si vous connaissez des sites web de qualité traitant du thème abordé ici, merci de compléter l'article en donnant les références utiles à sa vérifiabilité et en les liant à la section « Notes et références ».
Henry Samary de la Comédie-Française est un tableau peint en 1889 par Henri de Toulouse-Lautrec représentant l'acteur Henry Samary, pensionnaire de la Comédie-Française. Il mesure 74,9 sur 51,9 cm. Il est conservé au musée d'Orsay à Paris.